# Ferdinand Ries
Ferdinand Ries (28. november 1784 i Bonn – 13. januar 1838 i Frankfurt am Main) var en tysk musiker, bysbarn med Beethoven og
senere i Wien en af dennes få elever. Han
uddannede sig særlig som klaverspiller og
koncerterede år igennem i England, Frankrig,
Skandinavien og Tyskland.
Ries levede i en
længere årrække i England, siden i Godesberg
ved Bonn og ved sin død i Frankfurt, hvor
han ledede Cæcilia-Foreningen. Også i Aachen
og ved de rhinske musikfester havde han
virket som dirigent. Ries har foruden nogle operaer
og oratorier skrevet en stor mængde
instrumentalmusik. Kendt er hans klaverkoncert i cis-mol.
Sammen med en læge fra Bonn Franz Gerhard Wegeler (1769-1848) udgav Ries de
værdifulde Biographische Notizen über L. van Beethoven (Koblenz 1838, nyudgave [Kalischer] 1906) – En senere engelsk udgave er: Ferdinand Ries: Beethoven Remembered: The Biographical Notes of Franz Wegeler and Ferdinand Ries (oversat fra tysk) Arlington, VA: Great Ocean Publishers. 1987. ISBN 0-915556-15-4.